# Zaginięcie lotu Malaysia Airlines 370

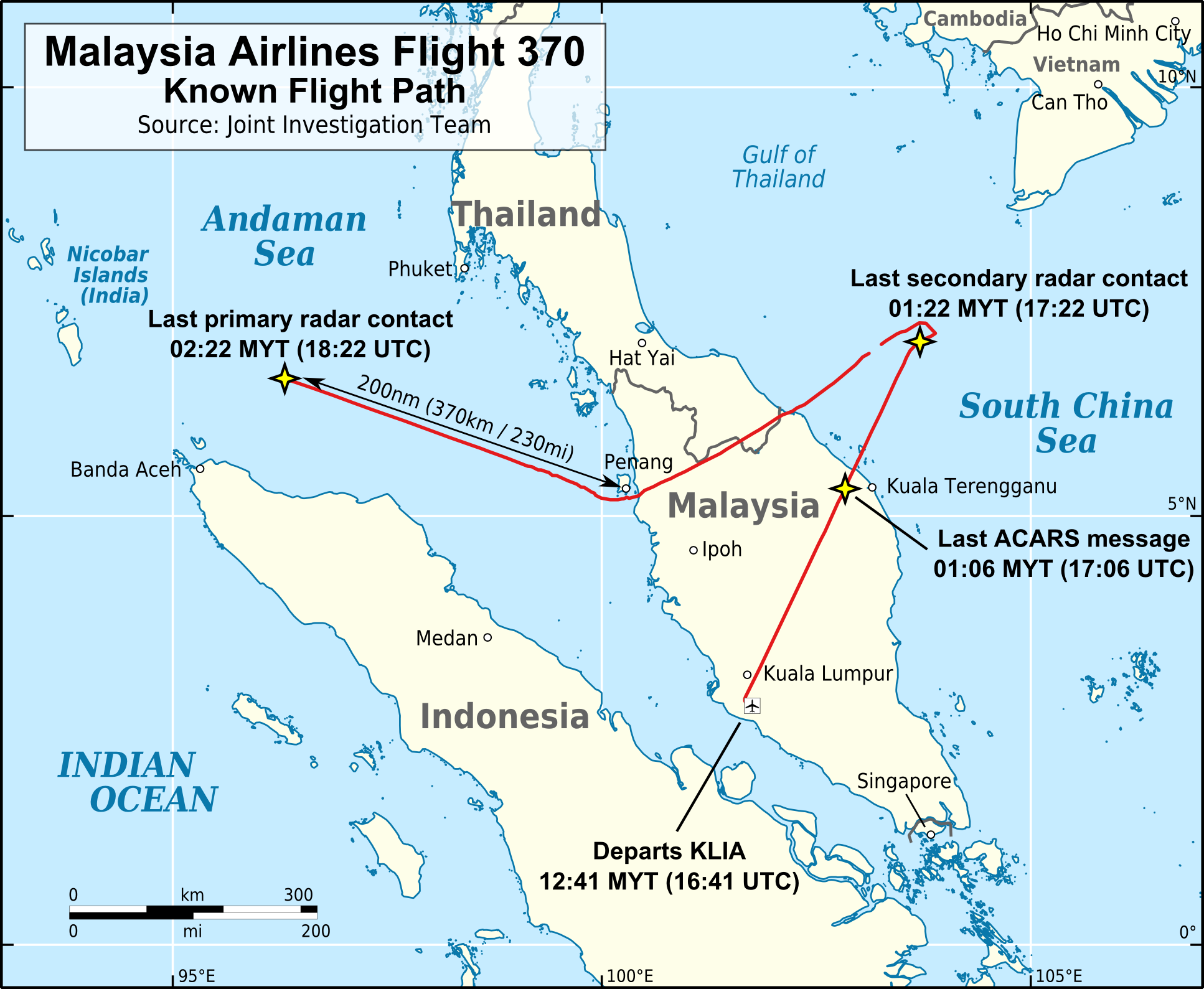
Tor lotu MH370 uzyskany z danych radaru pierwotnego

Zaginięcie lotu Malaysia Airlines 370 – zaginięcie samolotu pasażerskiego, do którego doszło 8 marca 2014. Lecący z Kuala Lumpur w Malezji do Pekinu samolot Boeing 777-200ER należący do Malaysia Airlines zniknął z radarów nad Morzem Południowochińskim. Samolot jednak cały czas leciał, następnie wykonał skręt w kierunku Oceanu Indyjskiego i przypuszczalnie po kilku godzinach lotu runął do niego. Na pokładzie samolotu znajdowało się 227 pasażerów i 12 członków załogi. To jeden z dwóch wypadków lotniczych z udziałem samolotu Boeing 777-200ER należącego do malezyjskich linii lotniczych Malaysia Airlines w ciągu pięciu miesięcy, obok katastrofy lotu Malaysia Airlines 17 z 17 lipca 2014. Przyczyna katastrofy pozostaje nieznana.

## Samolot
Samolot, który zaginął, to Boeing 777-200ER. Maszyna została wyprodukowana w 2002 i otrzymała numer seryjny 28420. Był to 404. ukończony egzemplarz Boeinga 777. Samolot pierwszy lot odbył 14 maja 2002, a następnie został przekazany Malaysia Airlines 31 maja 2002. Samolot otrzymał numer rejestracyjny 9M-MRO.

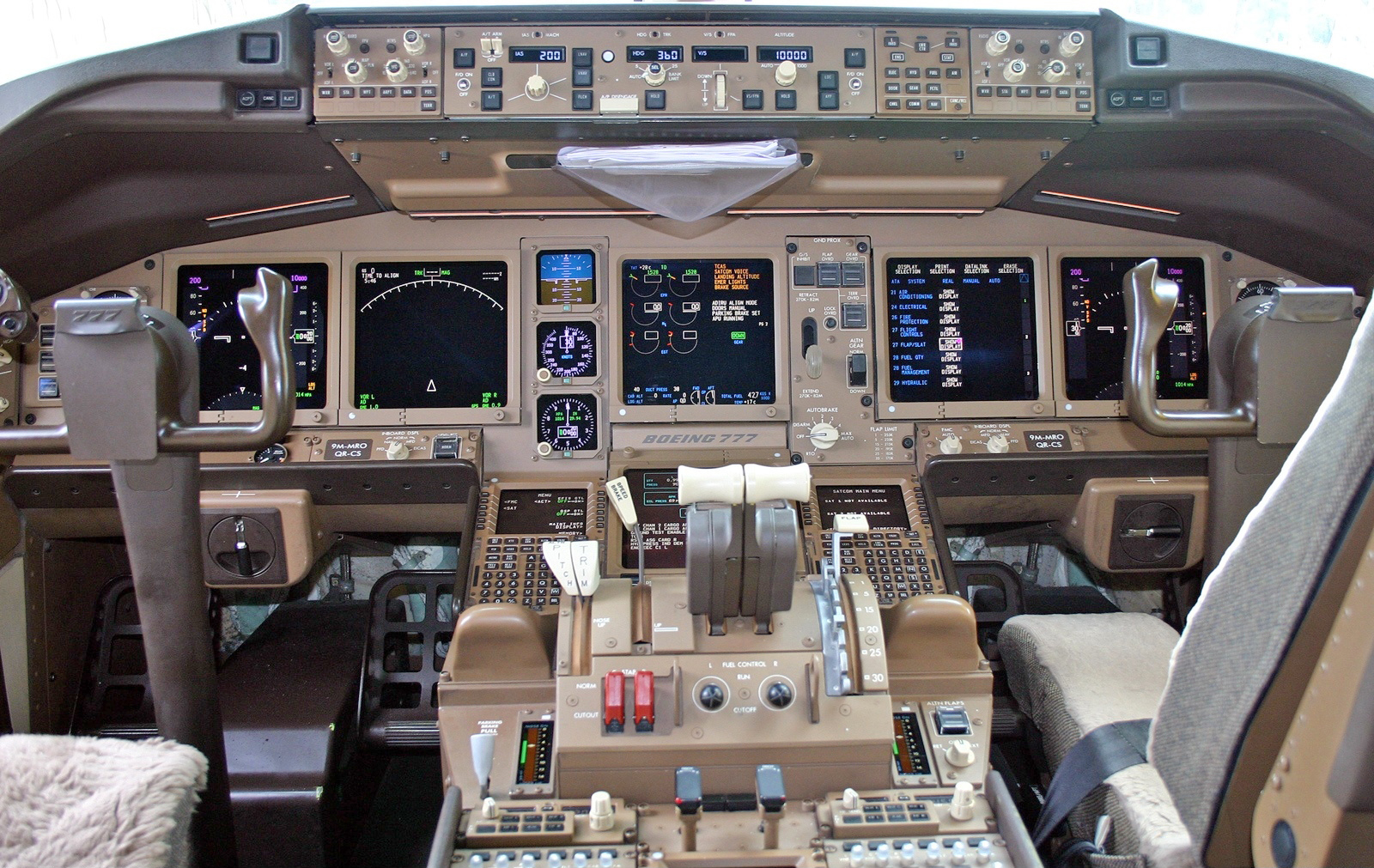
Kokpit Boeinga 777-200ER, który zaginął. Zdjęcie wykonano w kwietniu 2004

Dane jednostki, która zniknęła:
| Typ:                        | 777-2H6ER                 |
| Pierwszy lot:               | 14 maja 2002              |
| Silniki:                    | 2 × Rolls-Royce Trent 892 |
| Oznaczenie wariantu:        | 71BF42                    |
| Numer rejestracyjny:        | 9M-MRO                    |
| Oznaczenie typu według ICAO | B772                      |
| Numer seryjny               | 28420                     |

## Pasażerowie i załoga
Na pokładzie znajdowało się 239 osób – 227 pasażerów i 12 członków załogi. Samolot pilotowali kapitan Zaharie Ahmad Shah oraz drugi pilot Fariq Bin Ab Hamid.
Zestawienie pasażerów i załogi według obywatelstwa:
| Kraj              | Pasażerowie | Załoga | Razem |
| ----------------- | ----------- | ------ | ----- |
| Chiny             | 152         | –      | 152   |
| Malezja           | 38          | 12     | 50    |
| Indonezja         | 7           | –      | 7     |
| Australia         | 6           | –      | 6     |
| Indie             | 5           | –      | 5     |
| Francja           | 4           | –      | 4     |
| Stany Zjednoczone | 3           | –      | 3     |
| Iran              | 2           | –      | 2     |
| Kanada            | 2           | –      | 2     |
| Nowa Zelandia     | 2           | –      | 2     |
| Ukraina           | 2           | –      | 2     |
| Holandia          | 1           | –      | 1     |
| Rosja             | 1           | –      | 1     |
| Tajwan            | 1           | –      | 1     |
| Hongkong          | 1           | –      | 1     |
| Razem             | 227         | 12     | 239   |

W pierwszych doniesieniach podano, że tożsamość przynajmniej czterech pasażerów na pokładzie samolotu nie pokrywa się z danymi osobowymi zawartymi na liście pasażerów. Do tej pory potwierdzono nazwiska dwóch osób, które znajdowały się na liście pasażerów, Austriak Christian Kozel, Włoch Luigi Maraldi, ale nie było ich na pokładzie samolotu. Obydwie osoby zgłosiły kradzież swoich paszportów, odpowiednio w 2012 i 2013, w czasie pobytu w Tajlandii. Według chińskiego dziennika „Xiamen Daily”, nazwisko jednego z chińskich pasażerów nie pokrywa się z numerem jego paszportu.
Malezyjski minister transportu Hishammuddin Hussein początkowo ogłosił, że sprawdzana jest tożsamość czterech pasażerów, ostatecznie potwierdzono jednak, że tylko dwóch pasażerów posługiwało się skradzionymi paszportami, austriackim i włoskim. Jak ustalono, pasażerowie ci byli obywatelami Iranu, którzy podróżowali do Europy, w celu ubiegania się tam o azyl.

## Poszukiwania

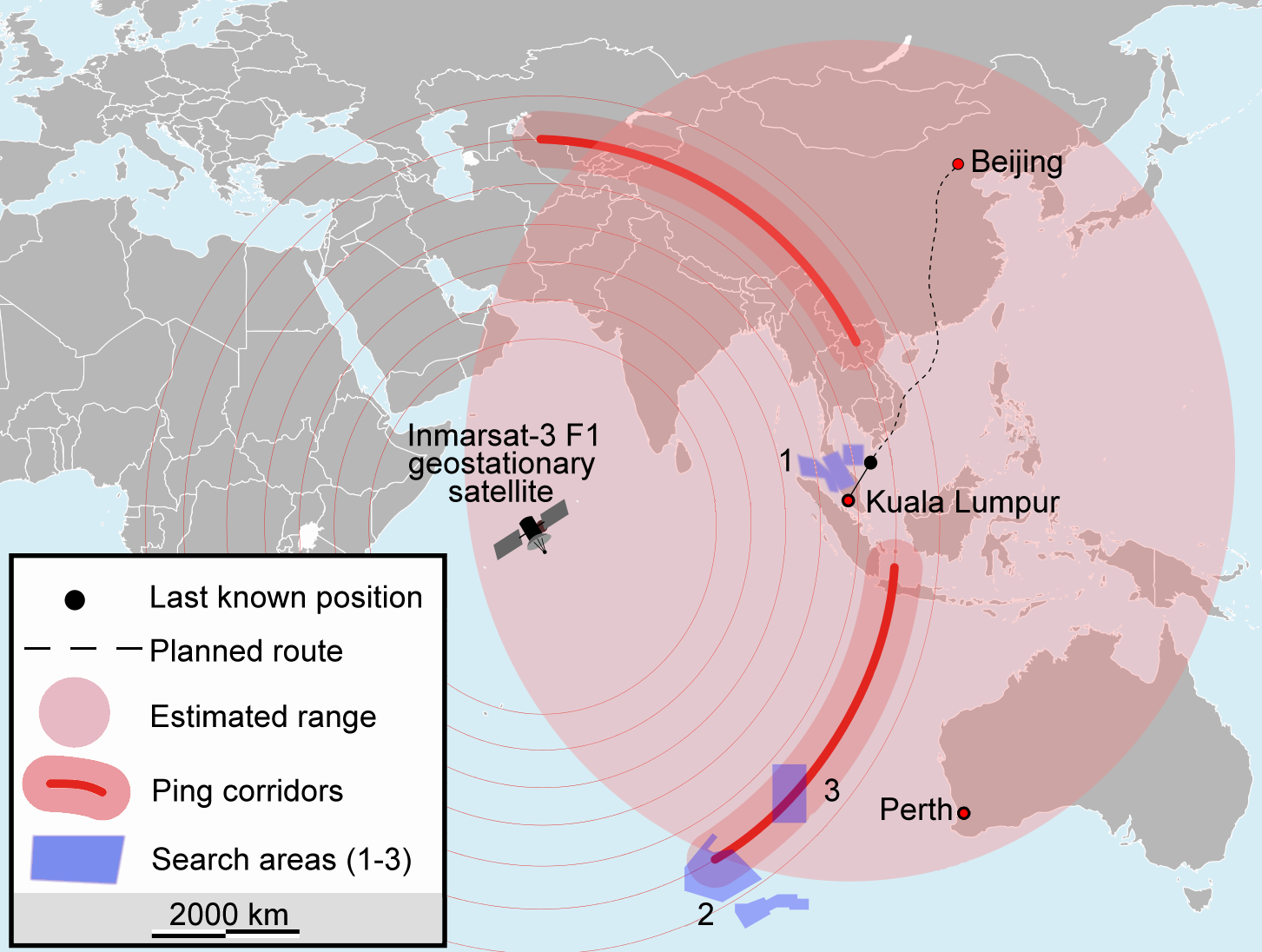
Rejony poszukiwań samolotu (na niebiesko) i teoretyczny zasięg samolotu

Po utracie kontaktu z samolotem rozpoczęto jego poszukiwania. W niedzielę 9 marca wietnamski samolot odnalazł plamy oleju unoszące się na wodzie oraz niezidentyfikowane części mogące pochodzić z zaginionego samolotu, jednak po kilkunastu godzinach okazało się, że były to fałszywe tropy. W poniedziałek 10 marca w operacji brało udział 40 statków i okrętów oraz 34 samoloty z dziewięciu państw. W czwartek 20 marca, około 2600 km na południowy zachód od australijskiego miasta Perth znaleziono obiekty podobne do szczątków samolotu, były rozmiaru 24 m oraz 5 m. 24 marca 2014, po ponad dwóch tygodniach od rozpoczęcia poszukiwań, premier Malezji Najib Tun Razak potwierdził, że odnalezione szczątki należą do zaginionej maszyny (informacja ta nie znalazła potwierdzenia w trakcie poszukiwań), a tym samym stwierdził, że samolot wpadł do Oceanu Indyjskiego. Według rządu malezyjskiego żadna z 239 osób znajdujących się na pokładzie maszyny nie przeżyła katastrofy. Rodziny chińskich pasażerów zaginionego boeinga domagały się od malezyjskiego rządu oficjalnych przeprosin za autorytatywne stwierdzenie, że wszyscy zginęli.
Czarne skrzynki nie zostały dotąd odnalezione. W ich zlokalizowaniu miał pomóc m.in. autonomiczny pojazd podwodny Bluefin. Podwodne poszukiwania jednak nie przyniosły rezultatu, wówczas ponownie zdecydowano o poszerzeniu rejonu poszukiwań.
29 lipca 2015 na plaży wyspy Reunion na Oceanie Indyjskim znaleziono dwumetrową część skrzydła (klapolotka), fragment fotela oraz okna samolotu. Według oświadczenia premiera Malezji znalezione części samolotu należą do Boeinga 777 lotu Malaysia Airlines 370. Niemniej francuscy eksperci, badający przewiezioną do Tuluzy klapolotkę wstrzymują się z deklaracjami do czasu zakończenia badań. We wrześniu 2015 prokuratura potwierdziła, że szczątki należały do Malaysia Airlines 370.
Na początku sierpnia 2015 na Malediwach odnaleziono prawdopodobnie kolejne szczątki samolotu, które mogą należeć do zaginionego Boeinga. Władze Malezji wysłały na miejsce ekspertów, którzy mają zbadać, czy faktycznie należą one do samolotu wykonującego lot MH370 z Kuala Lumpur do Pekinu w dniu 8 marca 2014. Według ustaleń śledczych samolot ostatni raz kontaktował się z wieżą kontrolną w Kuala Lumpur o godz. 1:19 i o godz. 1:21 zniknął z radarów cywilnej kontroli ruchu lotniczego. Malezyjski radar wojskowy zanotował jednak kilka skrętów na zachód z wyznaczonego kursu, a następnie 370 mil od lotniska skierował się kursem w kierunku Antarktydy, by o godz. 2:22 zniknąć z pola widzenia radaru wojskowego. Brytyjska firma Inmarsat, zajmująca się zarządzaniem satelitami, ujawniła, że MH 370 logował się kilkakrotnie za pośrednictwem satelitów w systemie Inmarsat po zniknięciu z radarów – ostatni raz o godz. 8:19. Na wezwanie systemu o godz. 9:15 samolot już nie odpowiedział. Oznacza to, że po utracie łączności samolot znajdował się w powietrzu jeszcze ponad 7 godzin i rozbił się, lub spadł do oceanu między godz. 8:19 a 9:15. Nie wyjaśniono czy było to porwanie, czy pasażerowie i załoga byli żywi w momencie katastrofy, czy może doszło do dekompresji i maszyną kierował w locie nad oceanem tylko autopilot.
Po przerwie w poszukiwaniach w styczniu 2018 poszukiwania rozpoczęła amerykańska firma Ocean Infinity. Po 5 miesiącach poszukiwań na Oceanie Indyjskim nie udało się znaleźć ani wraku, ani czarnych skrzynek. 20 grudnia 2024 rząd Malezji zgodził się na wznowienie poszukiwań ponownie we współpracy z amerykańską firmą Ocean Infinity.